# バルバロス・ハイレッディン
バルバロス・ハイレッディン（アラビア語: خير الدين بربروس、Khayr ad-Din Barbarus、ヨーロッパなどではハイレッディン・バルバロッサ (Hayreddin Barbarossa), 1475年 – 1546年7月4日）は、北アフリカ一帯の海を支配した海賊で、後のオスマン帝国の提督。「バルバロス」（赤髯、またはバルバリアの王の意）と呼ばれ、バルバリア（北アフリカ）の海賊たち（バルバリア海賊）の中でもヨーロッパ人から特におそれられ、1538年のスペインとのプレヴェザの海戦の勝利を導いた。
バルバロス・オルチ（ウルージ、Aruj, 1474年 - 1518年）とは兄弟で、地中海域では海賊「バルバロス兄弟」として知れ渡っていた。ギリシャのミディルリ島（現在のレスボス島）出身である。

## 名前の表記
アラビア語風の読み方でバルバロス・ハイレッディン（خير الدين Khair ad Din）などとする場合もあるが、日本で刊行されている文献では、バルバロス・ハイレッティン、ハイレッティン・パシャ、ハイレッティンなど、現代トルコ語風の読み方でハイレッティン（Hayrettin）と表記することが多い。欧州で通称されるハイレッディン・バルバロッサのバルバロッサはイタリア語で赤い髭の意。

## 青年期
エーゲ海のレスボス島の出身といわれる。父親ヤークープ・アーガーの祖先はギリシア人、アルバニア人、トルコ人の諸説あり、スィパーヒーだった。母親はミティリーニ出身の正教徒聖職者の寡婦で、ヤークープ・アーガーと再婚した。夫妻は2人の娘と4人の息子をもうけた。
ヤークープは4人の息子に、イスハーク、ウルージ、フズール、イリヤスと名付けた。三男のフズールが、後のハイレッディンである。兄弟4人全員船乗りとなり、ロドス騎士団を相手とする私掠船で活動した。長男イスハークはミティリーニで、次男と末のウルージとイリヤスはアナトリア、レバント、シリア、エジプトで活動した。フズールは主にテッサロニキを拠点にエーゲ海で活動した。その後イリヤスはロドス騎士団の攻撃で命を落とした。次男ウルージはオスマン帝国の皇子コルクトに18隻のガレー船を与えられ、ロドス騎士団を襲撃した。コルクトがマニサ知事となるとウルージは24隻のガレー船を与えられ、イズミルを拠点としてイタリア半島のアプリアに遠征した。

## チュニジア時代
1503年ウルージはジェルバ島を新たな根拠地とし、フズールが合流した。1504年、兄弟は戦利品の5分の1を差し出すことを条件に、チュニジアのハフス朝のスルタンからラ・グレット港の使用許可を認められた。ジェルバ島とラ・グレットを拠点に西地中海で私掠船活動を展開し、教皇船団、イタリア半島各地を襲撃・拿捕した。1509年長男イスハークもミティリーニを離れ、ラ・グレットで兄弟に合流した。1504年から1510年の間、スペインのムスリムを北アフリカに運ぶ活動でウルージが名声を博し、Baba Aruj (Father Aruj)と呼ばれるようになり、このBaba Arujが訛ってバルバロッサと呼ばれるようになったと言われる。ウルージの死後、ハイレッディンは兄のあだ名を引き継ぐことになる。
1511年8月、兄弟はシチリア島東南のPassero岬に上陸し、スペイン人の攻撃をアルジェリア北岸のベジャイア、オラン、アルジェ で撃退した。1511年8月アルジェでは南イタリアのカラブリア地域に上陸した。翌1512年8月には追放されていた前ベジャイアの支配者がスペイン人放逐の為に兄弟を招き、その時の戦闘でウルージは左腕を失った。この一件で彼は、Gümüş Kol (トルコ語で“銀の腕”）という渾名がついた。兄弟達はイベリア半島沿岸を襲撃し、Tabarca島を拠点としていたジェノヴァ人一家の船を拿捕、メノルカ島 に上陸し海辺の城を奪取し、ジェノヴァ近郊でジェノヴァ籍のガレー船を拿捕した。彼らは弾薬とガレー船を次々と蓄えていった。1514年にはフランスに向かう英国船を拿捕し、バレンシアに上陸、その後ジブラルタル近くのマラガでスペイン人ガレー船を拿捕した。1513年と14年にはアルジェの東にあるCherchellを新しい拠点として、1000人のトルコ兵と12のガレー船でベジャイアのスペイン人の要塞を壊滅させ、チュニジアのマフディーヤ、サルディニャ、シチリア島、バレアレス諸島を襲撃した。1515年にウルージはオスマン皇帝セリム1世に数名美女を贈り、セリムは返礼として二振りのダイアモンドが埋め込まれた剣と二隻のガレー船を送った。1516年にはクルトゥオウル・レイース（後のオスマン海軍提督）が加わってエルバ島を攻め、12隻を拿捕、28隻に損害を与えた。

## アルジェ時代
1516年、兄弟は、当時アルジェを支配していたスペイン人からアルジェを奪ったものの（アルジェ占領 (1516年)）、避難したスペイン人達はペニョンに篭り、神聖ローマ皇帝カール5世（スペイン王カルロス1世）の支援を求めた。しかしアルジェを取り戻すことは出来なかった。アルジェの支配者としての支配を固めたウルージは、Miliana, Medea、ティンニスなど内陸部へと勢力を拡大した。1517年に兄弟は南イタリアのイーゾラ・ディ・カーポ・リッツート島やLimiti岬を襲撃した。ウルージは、スペインと対決するには、彼自身の故郷であり、スペインのライバルでもあるオスマン帝国と同盟することが最上策だと考え、アルジェの君主の立場を捨て、オスマン帝国にアルジェをサンジャク（県）として献上した。オスマン帝国のスルタン、セリム1世はウルージをアルジェの知事、西地中海の海上州知事に任命し、イェニチェリ、ガレー船、大砲の支給を約束した。
1517年スペイン人はAbu Zayanをオラン、トレムセンの新しい支配者に任命し、ウルージに攻撃を仕掛けてきたが、逆にトレムセンは陥落し（トレムセン陥落 (1517年)）、Abu Zayanは処刑された。Abu Zayan王朝の生き残りSheikh Buhammudはオランに逃亡し、スペイン人の支援で現地を統治した。1518年皇帝カール5世はオランに到着し、Sheikh Buhammudとスペイン人市長Diego de Córdoba（マラガ近郊Comaresの伯爵）に出迎えられた。ディエゴは1万人のスペイン兵士を指揮し、地元の数千のベドウィンにも支援されていた。スペイン人達はトレムセンに向けて進軍しウルージとイスハークは1500のトルコ人と5千のムーア兵で迎撃した。戦いは20日に及んだが、Garcia de Tineo軍により殺された。
フズール（ハイレッディン）は、今やオスマン皇帝セリム1世からベイレルベイの称号を与えられ、イェニチェリ、ガレー船、大砲を持っていた。彼は兄の地位、渾名（バルバロッサ）、任務を継承した。1518年12月、オスマン帝国から援軍を得たハイレッディンはトレムセンを奪還した。引き続きイベリア半島のムスリムを北アフリカに運ぶ事業を続け、アンナバを占領した。1519年、アルジェ奪回に来たスペインとイタリアの連合軍を破った。1519年までに南仏のトゥーロン、プロヴァンス、en:Îles d'Hyèresを略奪した。1521年にはバレアレス諸島や、新大陸から帰国してきた船団を襲撃し、1522年には配下のクルトゥオウル・レイースを指揮官とした船団をロドス島攻略へ派遣した。1525年6月サルディーニャ島を略奪。1526年5月南イタリアのクロトーネに上陸し船を沈め、アドリア海沿岸のマルシェ地方のカスティニャーノを略奪し、6月にはメッシーナに上陸し港を破壊し、遂にトスカーナ地方、カンパーニャ地方にまで姿を見せるようになった。1527年にもイタリアとスペイン沿岸の港と城を襲撃した。
1529年5月スペイン人の砦アルジェ要塞を陥落させ（アルジェ占領 (1529年)）、8月にはスペインの地中海沿岸を攻め、7万人のムスリムが北アフリカへ脱出するのを支援した。10月、フォルメンテーラ島を攻め（フォルメンテーラ島の戦い (1529年)）、スペイン船を駆逐。1530年1月にシチリアの海岸を攻め、3月と6月にはバレアレス諸島とマルセイユを略奪した。7月にはプロヴァンスとリグリア（コルシカ島北の海域）の海岸に現れてジェノヴァ船を拿捕した。10月にはピオンビーノ（トスカーナ地方の港湾都市）に現れ、ヴィアレッジ（トスカーナ地方の港湾都市）の帆船を拿捕し、3隻のフランスガレー船を拿捕、カラブリアの二隻以上の船を拿捕した。1530年12月にバレアレス諸島のカブレラの城を占領した。彼はこの島をこの地域の補給基地として使い始めた。

## プレヴェザ海戦への道

バルバロス・ハイレッディンが統治した地区の旗

1531年、カール5世に任命されたアンドレア・ドーリアがスペインとイタリアのガレー船40隻を率いてジジェルとペニョン・デ・ベレス・デ・ラ・ゴメラを取り戻しに来た。バルバロッサは南イタリアのカラブリアとアプリアに出向いていたが、急遽アルジェに戻り、メッシーナ海峡でマルタ騎士団の船を沈め、翌年にはスペイン海岸を略奪し返した。1532年、スレイマン1世がオーストリアに遠征している間に、アンドレア・ドーリアは、ペロポネソス半島のレパント、Koroni、パトラ、モレアを占領した。スレイマンはYahya Pashazade Mehmed Beyの軍を派遣して再占領したが、この事件はスレイマンに、海防の重要性を認識させた。スレイマンはコンスタンティノープルにバルバロッサを呼び寄せることにし、バルバロッサは8月に出発した。彼は、サルディーニャ、コルシカ島のボニファシオ、モンテクリスト島、エルバ島、ランペドゥーザ島を略奪し、メッシーナ近郊では18のガレー船を拿捕した。捕虜から、アンドレア・ドーリアがプレヴェザに向かっていることを知ったバルバロッサは、カラブリア海岸を略奪しつつ、プレヴェザに向かった。短い戦闘の後ドーリア軍は退却し、バルバロッサが捕獲したのは7隻に過ぎなかった。彼は44隻を率いてプレヴェザに到着したが、25隻をアルジェに戻し、19隻を率いてコンスタンティノープルに向かった。トプカプ宮殿でスレイマン1世に面会し、オスマン海軍のKapudan-i Derya (カプタン・パシャ/大提督）、北アフリカのベイレルベイ（主知事）、ロドス諸島とエウボイア、キオス島のサンジャク（県知事）にも任命された。
　
1533年バルバロッサはフランス王への大使を派遣し、フランス王は返礼使としてAntonio Rinconを送ってきた。彼は最初にバルバロッサを訪問し、次いでスレイマンを訪問しに小アジアに向かった。この後もフランス宮廷とバルバロッサの間で使節が行き来した（Jean de La Forêtなど）。
1534年バルバロッサは80隻のガレー船を率いて出撃し、レパント、パトラ、モレアをスペイン人から取り戻した。カラブリア沿岸を略奪し、サン・ルーチドの城を占領、チェトラーロの港を破壊した。7月にはカプリ島を襲撃し、ナポリを砲撃した。ラツィオ地方（ローマ周辺地域）にも現れ、テッラチーナ、フォンディスペルロンガなど海岸沿いの町に上陸し、ティブル川河口のオスティアに上陸した時には、ローマで警鐘が鳴らされた。カール5世は刺客を送ったが失敗した。1534年にはチュニスも占領した（チュニス占領 (1534年)）。
1535年にチュニスのハフス朝君主ムーライ・ハサンは、カール5世の支援を仰ぎ、300隻のガレー船と2万4千の兵士で構成されるスペイン-イタリア連合軍とともにチュニスとアンナバ、マーディアを奪回した（チュニス占領 (1535年)）。大軍を前に、バルバロッサは敵軍が来る前に海に脱出、カプリに逃れ、要塞を修築。そこからアルジェに向かった。途中マヨルカ島やスペイン沿岸の町やマオーを襲撃し（マオー略奪）、スペインやジェノバの船を拿捕し、奴隷にされていたムスリムを解放、トレムソンで別働隊のスペイン軍を打ち破った。
1536年バルバロッサはコンスタンティノープルに呼ばれ、ナポリ攻撃用に200隻の戦艦を与えられた。1537年にはオトラント（イタリア半島のかかとの先の町）、ウジェント、カストロ (レッチェ県)に上陸し占領した。1537年リュトフィ・パシャとバルバロッサは大艦隊を率いてヴェネツィア共和国に所属するイオニア諸島とエーゲ諸島を占領した。同年バルバロッサはコルフ島を襲撃し、諸島の農作物を焼き払い、周辺住民を奴隷として売り払った。しかし、コルフ島の古い城は、4000人のヴェネツィア兵士と700丁の銃で防ぎきった。いくつかの砦の襲撃に失敗した後、バルバロッサはカラブリアを再襲撃し、この一連の事件は、ヴェネツィアのに、教皇パウルス3世への“対オスマン神聖同盟”締結への直接の原因となった。

## プレヴェザ海戦
1538年2月教皇パウルス3世は教皇国、スペイン、神聖ローマ帝国、ヴェネツィア共和国、マルタ騎士団から構成される神聖同盟の結成に成功した。しかしシナン・レイースに率いられたバルバロッサ軍は アンドレア・ドーリアに率いられた連合軍を9月、プレヴェザの海戦で撃破した。この勝利はオスマン帝国に次の33年間に渡る、1571年のレパントの海戦までの地中海支配をもたらした。

## その後

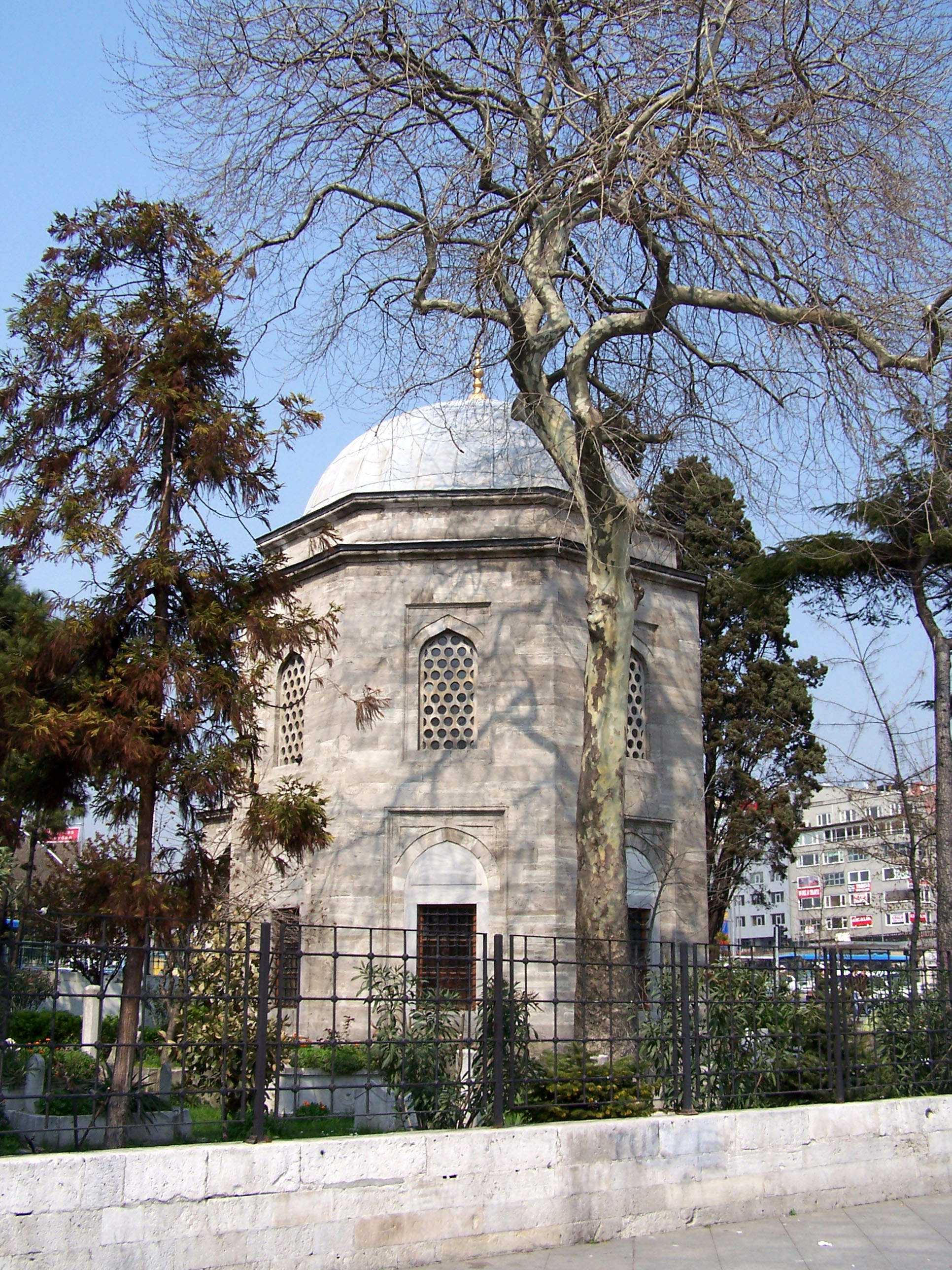
ハイレッディン・バルバロッサの墓。イスタンブールのベシクタシュ地区

1539年、エーゲ海を襲撃し、アンドロス島 (ギリシャ)、スキロス島、Serifos、Skiathosをスペインから奪取、現モンテネグロのヘルツェグ・ノヴィを再占領し、近郊のRisanもシナン・レイスとともに占領した。
1540年ヴェネツィア共和国は、占領地の税収と30万金ドゥカトをスレイマンに支払う和約に調印した。1540年9月、カール5世は、バルバロッサに寝返りを打診してきたが、バルバロッサは拒絶した。10月、アルボラン島の海戦。
そこで1541年10月、スペインとキリスト教徒の船の私掠をやめさせる為、カール5世自身が軍を率いてアルジェを包囲した（アルジェ遠征 (1541年)）。季節は冬に差し掛かっており、アンドレア・ドーリアとエルナン・コルテスは皇帝の意思を変えさせようとしたが無駄だった。嵐が来てアンドレア・ドーリアは帆船を沿岸に退避させたが、多くの船は座礁し、上陸作戦は困難を極めた。辛うじて上陸した後も、いくつかの戦闘で敗北し、カール5世は引き上げた。
1543年、スペイン領土となっている各市をフランスの為に征服するために、バルバロッサは南仏沿岸遠征を行った。遠征途上イタリア半島西岸沿岸各地を襲撃し、ローマを脅かした。8月5日ニースを包囲、陥落させた。バルバロッサは冬、3万の軍隊とともにトゥーロンに滞在した。トゥーロンの聖マリア大聖堂は一時的にモスクとして利用された。1544年春、サンレーモを襲撃し、ボルゲット・サント・スピーリトとチェリアーレに上陸、イタリア－スペイン連合帆船を破り、ナポリ王国の奥深くまで進軍した。バルバロッサは210隻の艦隊を率いてジェノヴァに向かい、トゥルグート・レイースを釈放するよう迫った。ジェノヴァ近郊のアンドレア・ドーリアの宮殿でバルバロッサとアンドレア・ドーリアは会談し、3500金ドゥカトで身柄を引き渡すことになった。バルバロッサは南仏でもスペイン艦隊を破ったが、スレイマンとカール5世が和睦した為1544年にコンスタンティノープルに戻った。ところが早くも同年バルバロッサはサンレーモに三度目の襲撃をかけ、ピオンビーノを砲撃し、囚われているシナン・レイースの息子を釈放するよう脅しをかけ釈放させた。更にトスカーナ地方のオルベテッロ、カスティリオーネ・デッラ・ペスカーイア、Talamoneを占領し、そこにあるBartolomeo Perettiの墓を破壊し、遺体を焼いた。Bartolomeo Perettiが1543年にミティリーニの父の家を焼いた報復だった。
1545年最後の遠征に出てスペイン本土の港へ砲撃を加え、バレアレス諸島のメノルカ島、マジョルカ島に上陸した。
1545年にバルバロッサは引退した。彼の後のアルジェ知事は息子のハサン・パシャが継いだ。

バルバロッサは回顧録をSeyyid Muradiに書き取らせた。これは現在Gazavat-ı Hayreddin Paşa (Conquests of Hayreddin Pasha).
として知られており、現在トプカプ宮殿とイスタンブル大学に保存されている。
イスタンブル近郊のビュユクデレにある海辺に宮殿を建設し、1546年そこで死去した。ベシクタシュ地区の霊廟（1541年にミマール・スィナンが建設）に葬られた。1944年に霊廟は改装された。
彼の死から数世紀にわたってトルコ人の船員は、海上作戦や海戦に向かう前に礼砲をしてバルバロッサの霊廟に敬礼を捧げている。

## 関連著作
- Kaptan Paşa'nın Seyir Defteri (The Logbook of the Captain Pasha) Prof. Dr. Ahmet Şimşirgil, a Turkish academic